# Tremoctopus violaceus
Tremoctopus violaceus е вид октопод от семейство Tremoctopodidae. Видът не е застрашен от изчезване.

## Разпространение и местообитание
Разпространен е в Албания, Алжир, Американски Вирджински острови, Ангола, Ангуила, Антигуа и Барбуда, Аруба, Асенсион и Тристан да Куня, Барбадос, Бахамски острови, Белиз, Бенин, Бермудски острови, Бонер, Босна и Херцеговина, Бразилия, Британски Вирджински острови, Венецуела, Габон, Гамбия, Гана, Гваделупа, Гватемала, Гвиана, Гвинея, Гвинея-Бисау, Гибралтар, Гренада, Гърция, Демократична република Конго, Доминика, Доминиканска република, Египет, Екваториална Гвинея, Западна Сахара, Израел, Испания, Италия, Кабо Верде, Кайманови острови, Камерун, Коста Рика, Кот д'Ивоар, Куба, Кюрасао, Либерия, Либия, Ливан, Мавритания, Малта, Мароко, Мартиника, Мексико, Монако, Монсерат, Намибия, Нигерия, Никарагуа, Остров Света Елена, Панама, Португалия, Пуерто Рико, Саба, Сан Марино, Сао Томе и Принсипи, САЩ, Свети Мартин, Сейнт Винсент и Гренадини, Сейнт Китс и Невис, Сейнт Лусия, Сен Бартелми, Сен Естатиус, Сенегал, Сиера Леоне, Синт Мартен, Сирия, Словения, Суринам, Того, Тринидад и Тобаго, Тунис, Турция, Търкс и Кайкос, Франция, Френска Гвиана, Хаити, Хондурас, Хърватия, Черна гора, Южна Африка и Ямайка.
Обитава океани и рифове в райони с тропически и субтропичен климат. Среща се на дълбочина от 7 до 4572 m, при температура на водата от 2,3 до 23,8 °C и соленост 34,5 – 39 ‰.